# بني زرنتل الغربية (بني زرنتل)
بني زرنتل الغربية هي إحدى مشيخات المملكة المغربية، تتبع جغرافيا لإقليم خريبكة وإداريًا لبني زرنتل. يقدر عدد سكانها بـ 1865 نسمة حسب الإحصاء الرسمي للسكان والسكنى لسنة 2004.